# Toolse
Koordinaten: 59° 32′ N, 26° 28′ O
Toolse ist ein Dorf in der estnischen Gemeinde Haljala (bis 2017 Vihula) im Kreis Lääne-Viru. Es hat derzeit 25 Einwohner (Stand: 2005).

## Tolsburg

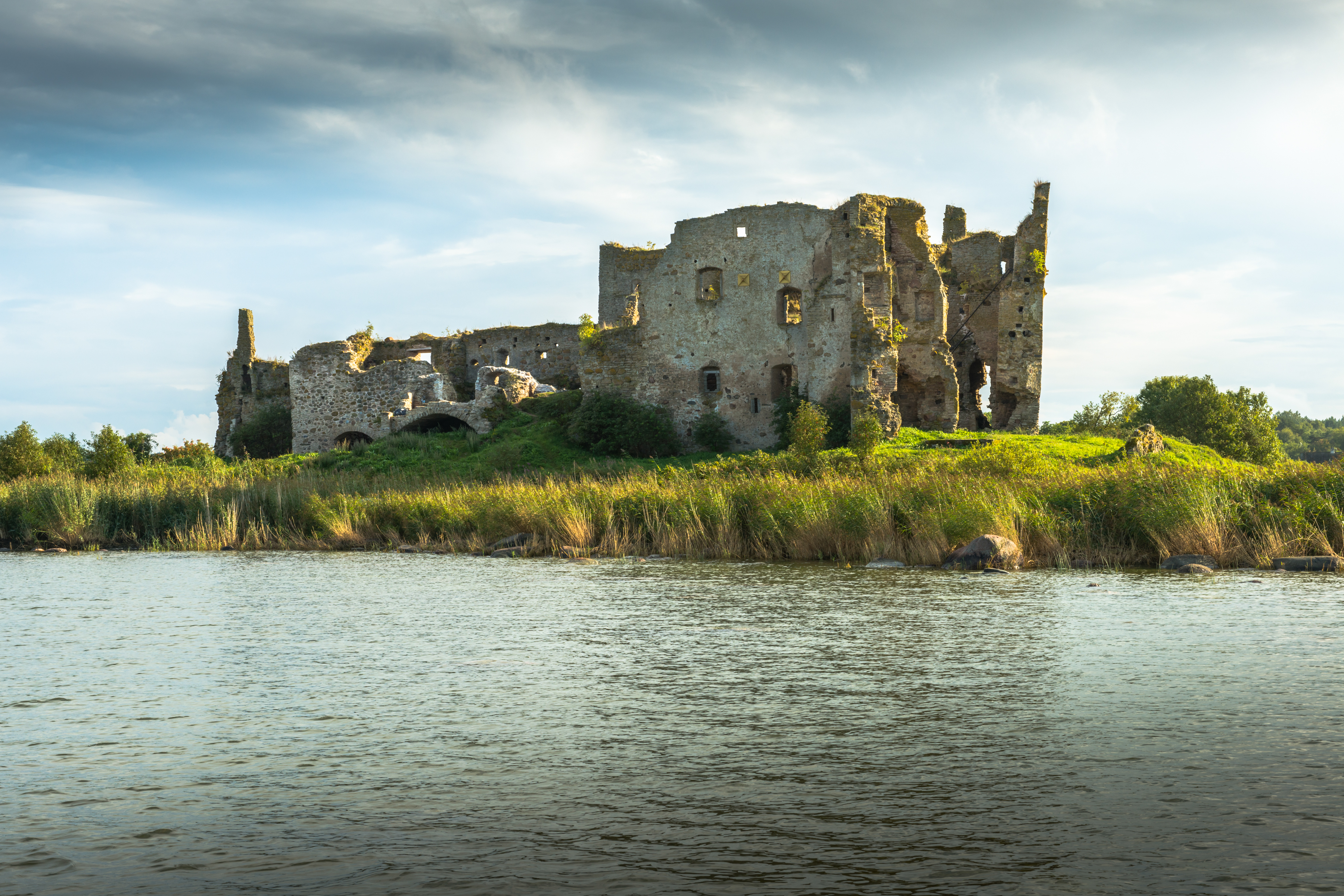
Tolsburg

1471 wurde die Deutschordensburg Vredeborch (später: Tolsburg, estnisch: Toolse Ordulinnus) auf einer Halbinsel am Finnischen Meerbusen errichtet. Die Tolsburg war die nördlichste und jüngste Ordensburg in Estland. Ihr Gründer war der damalige Ordensmeister des Livländischen Ordens, Johann Wolthus von Herse († 1472). Die Festung sollte vor allem den Strand und den dortigen Hafen gegen Angriffe von Seeräubern schützen, der besonders für die Stadt Rakvere von Bedeutung war.
Zunächst war die Burg eine dreistöckige Festung mit einem Turm. Bereits Ende des 15. Jahrhunderts wurde die Festung mit einem Innen- und Vorhof erweitert und gegen den Einsatz von Schusswaffen besonders geschützt. Die Mauern waren 14 m hoch und 2 m dick. Später wurde die Ordensburg mit einem Torturm, dann an der Nordseite mit einem runden Kanonenturm verstärkt. An die Nordwand wurden zwei Dansker hinzugefügt.
Während des Livländischen Kriegs (1558–1583) wurde die Burg zerstört. Im 17. Jahrhundert wurde sie teilweise wiedererrichtet. Während des Großen Nordischen Kriegs wurde sie Anfang des 18. Jahrhunderts endgültig zerstört und schließlich aufgegeben. Heute sind direkt an der Ostsee-Küste noch beeindruckende Ruinen erhalten.